# Narovljanka
Narovljanka (ryska: Наровлянка) är ett vattendrag i Belarus.   Det ligger i voblasten Homels voblast, i den sydöstra delen av landet, 270 km sydost om huvudstaden Minsk.
Omgivningarna runt Narovljanka är en mosaik av jordbruksmark och naturlig växtlighet. Runt Narovljanka är det mycket glesbefolkat, med 5 invånare per kvadratkilometer.